# Zawady Małe (Kowale Oleckie)
Zawady Małe (deutsch Klein Sawadden, 1938 bis 1945 Kleinschwalgenort) ist eine kleine Ortschaft in der polnischen Woiwodschaft Ermland-Masuren und gehört zur Landgemeinde Kowale Oleckie (Kowahlen, 1938 bis 1945 Reimannswalde) im Powiat Olecki (Kreis Oletzko, 1933 bis 1945 Kreis Treuburg).

## Geographische Lage
Zawady Małe liegt im Nordosten der Woiwodschaft Ermland-Masuren am Ostrand der Borkener Heide (polnisch Puszcza Borecka), 17 Kilometer nordwestlich der Kreisstadt Olecko (Marggrabowa, 1928 bis 1945 Treuburg).

## Geschichte
Gegründet wurde der kleine Ort im Jahre 1705. Er bestand in seinem Kern lediglich aus einem kleinen Gehöft. 1797 wurde hier eine Försterei eingerichtet und 1827 ein kleiner Gutsbetrieb. Immer war Klein Sawadden ein Ortsteil der Gemeinde Sawadden (1938 bis 1945: Schwalgenort, polnisch Zawady Oleckie) im Kreis Oletzko – 1933 bis 1945 „Kreis Treuburg“ genannt – im Regierungsbezirk Gumbinnen der preußischen Provinz Ostpreußen. Im Jahre 1938 wurde das kleine Dorf in „Kleinschwalgenort“ umbenannt und kam 1945 in Kriegsfolge mit dem südlichen Ostpreußen zu Polen. Mit der polnischen Bezeichnung „Zawady Małe“ ist es heute eine kleine Ortschaft im Verbund der Landgemeinde Kowale Oleckie im Powiat Olecki, bis 1998 zur Woiwodschaft Suwałki, seither zur Woiwodschaft Ermland-Masuren gehörig.

## Kirche
Evangelischerseits war Klein Sawadden resp. Kleinschwalgenort in das Kirchspiel der Kirche in Czychen (1938 bis 1945: Bolken, polnisch Cichy) im Kirchenkreis Oletzko/Treuburg in der Kirchenprovinz Ostpreußen der Kirche der Altpreußischen Union eingepfarrt. Heute gehören die evangelischen Kirchenglieder in Zawady Małe zur Kirche in Gołdap (Goldap), einer Filialkirche der Pfarrei in Suwałki in der Diözese Masuren der Evangelisch-Augsburgischen Kirche in Polen.
Waren die Katholiken bis 1945 nach Marggrabowa (1928 bis 1945: Treuburg, polnisch Olecko) orientiert, so gehören sie nun zur Pfarrgemeinde in Cichy mit der Filialkirche in Sokółki (Sokolken, 1938 bis 1945 Halldorf) innerhalb des Bistums Ełk (Lyck) der Katholischen Kirche in Polen.

## Verkehr
Zawady Małe liegt ein wenig abseits an einer untergeordneten Nebenstraße, die Cichy (Czychen, 1938 bis 1945 Bolken) mit Czerwony Dwór (Rothebude) im Borkener Forst (Borker Heide, polnisch Puszcza Borecka) verbindet. Eine Bahnanbindung besteht nicht.